# آنتونی هاولوک-آلن
آنتونی هاولوک-آلن (انگلیسی: Anthony Havelock-Allan; ۲۸ فوریهٔ ۱۹۰۴ – ۱۱ ژانویهٔ ۲۰۰۳) تهیه‌کننده فیلم و فیلم‌نامه‌نویس اهل بریتانیا بود.

## فیلم‌شناسی

### تهیه‌کننده
- ۱۹۷۰ دختر رایان
- ۱۹۶۸ رومئو و ژولیت
- ۱۹۶۵ اتلو
- ۱۹۴۶ آرزوهای بزرگ – (تهیه‌کننده اجرایی)
- ۱۹۴۵ برخورد کوتاه – (در عنوان‌بندی نیامده)
- ۱۹۴۲ جایی که خدمت می‌کنیم – (دستیار تهیه‌کننده)
- ۱۹۳۸ برق‌گیر
- ۱۹۳۵ کیش مات